# Edwina Aberham
Edwina (Elisabeth Maria) Aberham (* 3. Mai 1881 in Aldein; † 15. August 1956 in Girlan) war Oberin des Jesuheims in Girlan. Sie spielte eine entscheidende Rolle zum Schutz der Menschen mit psychischen Erkrankungen, geistigen Behinderungen und anderen Schutzbedürftigen während des Zweiten Weltkriegs und der nationalsozialistischen „Euthanasie“-Programme.

## Leben
Edwina Aberham wurde 1881 als Tochter einer Bauernfamilie in Aldein geboren. Um die Jahrhundertwende trat sie in den Orden der Barmherzigen Schwestern von Zams ein. In den folgenden Jahren arbeitete sie in verschiedenen sozialen Einrichtungen, darunter eine Dienstboten-Bildungsanstalt in Meran und Bozen sowie dem „Elisabethinum“, einer Stiftung für bedürftige Mädchen. Während des Ersten Weltkrieges diente sie als Kriegskrankenschwester in Bregenz und später im Stadtspital von Schwaz. Im Jahr 1931 übernahm Edwina Aberham die Position der Oberin im Jesuheim in Girlan, wo sie 25 Jahre lang bis zu ihrem Tod wirkte. Während ihrer Amtszeit führte sie zahlreiche Verbesserungen in der Einrichtung ein, darunter den Ersatz von Strohsäcken durch Matratzen, die Einführung von Leintüchern auf allen Betten, den Einbau einer Zentralheizung, einen Telefonanschluss sowie eine Warmwasserleitung für die Bäder. Ein Gemüsegarten wurde neben dem Heim angelegt, um die Selbstversorgung zu fördern.

## Der Widerstand gegen die „Option“
Im Zuge der „Option“ wandten sich die italienischen Stellen auch dem Jesuheim in Girlan mit dem Ziel der Absiedlung der Patienten in das Deutsche Reich zu. Unter den circa 200 Bewohnern des von den Barmherzigen Schwestern von Zams geführten Heims befanden sich zahlreiche Menschen mit psychischer Erkrankung, geistiger und körperlicher Behinderung. Edwina Aberham widersetzte sich den Absiedlungsbestrebungen und kooperierte nicht mit den „Options“-Stellen. Sie wusste wohl über die nationalsozialistischen „Euthanasie“-Bestrebungen Bescheid. Als Folge verweigerte die Mehrheit der Heiminsassen die „Option“. Damit verhinderte Edwina Aberham, dass ihre Schützlinge in das Deutsche Reich abtransportiert und so Opfer der nationalsozialistischen „Euthanasie“-Programme des Deutschen Reiches wurden.